# Centro militare veterinario
Il Centro militare veterinario (CeMiVet), in passato denominato Centro militare di allevamento e rifornimento quadrupedi e noto come Deposito allevamento cavalli, è una struttura dell'Esercito Italiano avente sede nel comune di Grosseto. La sua ubicazione è a circa 4 km dal centro cittadino, nella parte nord-occidentale del territorio comunale. La sede è all'interno di una vasta area che, nei secoli scorsi, era tenuta di caccia dei granduchi di Toscana.

## Storia

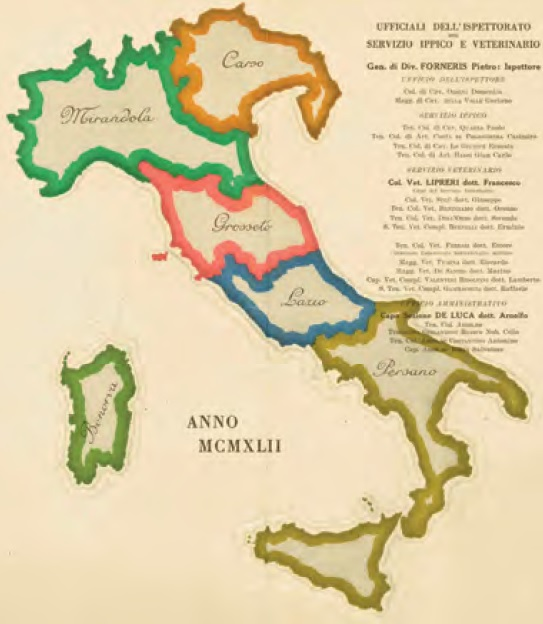
Competenza territoriale dei centri ippici nazionali nel 1942 (Mirandola, Carso, Grosseto, Lazio, Persano e Bonorva)

La vasta area su cui sorge il centro era una vasta tenuta che, nel corso del Settecento, raggiunse il suo massimo splendore divenendo tenuta di caccia dei Lorena.
Il luogo si trovava precedentemente nei pressi di un'area palustre, non lontano dalle sponde nord-orientali del lago Prile, che si caratterizzava per un forte rischio di diffusione della malaria, soprattutto durante la stagione primaverile ed estiva. Le opere di canalizzazione portate avanti dai granduchi in epoca settecentesca permisero di limitare al minimo i rischi connessi alla temuta malattia, grazie alle bonifiche apportate all'intera area pianeggiante.
Quando i Lorena scelsero il luogo come loro principale sede di caccia in Maremma, iniziarono i lavori di costruzione dei primi fabbricati, che comprendevano i palazzi padronali, le scuderie ed una serie di annessi agricoli; vi fu costruita anche una cappella gentilizia, la cappella della Natività di Maria.
Con l'unità d'Italia, l'intero complesso rurale passò allo Stato italiano che, dopo vari studi di fattibilità, decise di costituirvi una sede per la produzione, l'allevamento e l'addestramento dei cavalli destinati ai reparti di cavalleria dell'Esercito Italiano. L'istituzione ufficiale avvenne nel novembre del 1870, quando l'area ereditata dai granduchi di Toscana si estendeva su quasi 4.500 ettari.
L'attività del centro si incrementò notevolmente nel periodo della prima e della seconda guerra mondiale, quando vi era una forte richiesta di cavalli da parte dei reparti specializzati dell'esercito impegnati in operazioni belliche.
Negli anni cinquanta del secolo scorso furono dismessi quasi tutti i centri di rifornimento e allevamento presenti nel territorio nazionale, tanto che nel 1955 risultavano ancora attivi soltanto quello di Grosseto e quello di Persano. La chiusura degli altri stabilimenti fu decisa, in quanto il secondo conflitto mondiale aveva portato alla ribalta nuovi tipi di armi, di fronte alle quali il ruolo dei cavalli era divenuto del tutto inefficace e marginale.
Nel 1972 vi fu la definitiva chiusura anche del centro di Persano e, così, il Centro allevamento quadrupedi di Grosseto rimase l'unico sull'intero territorio nazionale ed implementò le sue attività ereditando tutte le funzioni, le attività e le specialità dei centri oramai dismessi: tra esse, vi fu trasferita anche la famosissima razza governativa di Persano. Da allora, il Centro allevamento quadrupedi è divenuto il principale allevamento equino a livello nazionale.
Tra le razze allevate attualmente spiccano su tutti l'autoctono Maremmano e il Persano, oltre ad un numero minore di purosangue inglesi e di razze da sella francesi. Vi ha sede anche la scuola di mascalcia e la scuola di formazione del personale veterinario militare.
La tenuta comprende spazi destinati all'allevamento e all'addestramento dei cavalli e aree adibite alla coltura per soddisfare le esigenze alimentari degli animali.

## Architetture
La tenuta del Centro allevamento quadrupedi è costituita da una serie di fabbricati che si caratterizzano per pregevoli elementi stilistici di tipo neomedievale, gran parte dei quali realizzati dalla seconda metà dell'Ottocento agli inizi del Novecento.

### Cancello monumentale
L'ingresso al centro avviene attraverso un monumentale cancello in ferro battuto che si innesta lateralmente a doppie colonne a sezione quadrata in laterizio, con basi e capitelli in travertino, sopra le quali sono collocate sculture di cavalli (una per lato). Oltre le doppie colonne, la recinzione prosegue in ferro battuto, in piena sintonia con il cancello d'ingresso.

### Casotto del corpo di guardia
Non lontano dal cancello d'ingresso, si trova il casotto del corpo di guardia, piccola palazzina a pianta rettangolare che si dispone su un unico livello, addossata sulla parete posteriore ad una torre di guardia con merlatura sommitale.

### Ex canile
Il fabbricato che in passato era adibito ad allevamento cinofilo è costituito da due corpi di fabbrica.
Il corpo di fabbrica principale si presenta a pianta rettangolare e si dispone su un unico livello, con copertura a spioventi e quattro porte di accesso architravate con arco a tutto sesto.
Il secondo corpo di fabbrica, turriforme e a sezione quadrata, si addossa al lato sinistro del primo e si caratterizza per elementi stilistici di tipo neoromanico e neogotico. Di aspetto simile a quello di una torre di avvistamento, si articola su tre livelli, con basamento a scarpa. Il primo livello presenta una porta simile a quelle che si aprono lungo il resto dell'edificio, il secondo livello presenta una finestra rettangolare con arco tondo, oltre ad una grossa formella decorativa per ogni lato, il terzo livello si caratterizza per il coronamento ad archetti ciechi a sesto acuto, sul quale poggia la merlatura sommitale. Tre diverse cordonature separano tra loro i vari livelli e il coronamento dalla merlatura.

### Infermeria
Il complesso che ospita l'infermeria si sviluppa su più lati, disponendosi su un unico livello.
L'ingresso è caratterizzato da tre cancellate che si innestano, nel complesso, su quattro colonne a sezione circolare con capitello sommitale. Lungo le pareti si aprono una serie di finestre a monofora con arco a tutto sesto.

### Mascalcia
L'edificio della mascalcia è costituito da due corpi di fabbrica addossati.
Il corpo di fabbrica principale, situato sul lato sinistro, è leggermente più alto. Lateralmente, vi si apre un ampio ingresso, la cui soglia presenta un arco sesto acuto; medialmente vi è una piccola finestra che riprende gli elementi stilistici neomedievali. La parte apicale termina con una cordonatura su cui trova appoggio la merlatura sommitale.
L'altro corpo di fabbrica, addossato sul lato destro, presenta un portone d'ingresso con arco a sesto acuto e, a livello apicale, una cordonatura con merlatura sommitale soprastante che si sviluppano ad un'altezza minore.

### Selleria
Il fabbricato che ospita la selleria presenta una facciata principale in stile neogotico, che si articola su quattro distinti corpi di fabbrica.
Il corpo di fabbrica principale, situato sulla destra, presenta lateralmente un ampio portale d'ingresso con arco a sesto acuto e medialmente una piccola finestra dal medesimo aspetto stilistico. In alto si sviluppa una cordonatura su cui trova appoggio la merlatura sommitale.
Al centro esatto dell'edificio è incorporato il secondo corpo di fabbrica, a sezione quadrata, corrispondente alla torre che si eleva ben oltre il tetto della copertura. Nella parte alta vi è collocato uno stemma, sopra il quale vi è una cordonatura che delimita in basso il coronamento di archetti ciechi a sesto acuto. Al di sopra, vi è un ballatoio esterno che poggia sulla cordonatura apicale del coronamento, sulla quale si eleva il torrino, anch'esso a pianta quadrata, con orologio e merlatura sommitale.
I due corpi di fabbrica situati sul lato sinistro della facciata presentano entrambi una finestra con arco a sesto acuto e, a livello sommitale, una cordonatura su cui poggia la merlatura: queste ultime si sviluppano ad altezza superiore sul corpo di fabbrica laterale sinistro.

### Cavallerizza
La cavallerizza è situata all'interno di un imponente fabbricato a capanna che si articola su due livelli. Gli accessi al pian terreno e le finestre, sia sul medesimo livello che su quello superiore, si presentano molto ampi, chiusi in alto da archi ribassati.

### Scuderie
Le scuderie sono costituite da lunghi edifici a pianta rettangolare con tetto spiovente, dalle linee semplici tipiche degli annessi agricoli. Sono gli unici fabbricati a non avere avuto particolari arricchimenti decorativi.
L'ampio portale di accesso è architravato con arco a tutto sesto. Lungo le fiancate laterali vi sono una serie di colonne su cui poggiano gli spioventi del tetto.

### Cappella gentilizia
La cappella gentilizia della tenuta granducale, dedicata alla Natività di Maria, è stata ristrutturata tra la fine dell'Ottocento e gli inizi del Novecento. Si presenta ad aula unica, preceduta da una gradinata che conduce al portale d'ingresso.